# Faralieberkuehnia
Faralieberkuehnia es un género de foraminífero bentónico considerado como nomen nudum e invalidado, aunque considerado perteneciente a la subfamilia Allogromiinae, de la familia Allogromiidae, del suborden Allogromiina y del orden Allogromiida. Su rango cronoestratigráfico abarcaba el Holoceno.

## Clasificación
En Faralieberkuehnia no se ha considerado ninguna especie.